# Język istrorumuński
Język istrorumuński – język z grupy romańskiej (podgrupa wschodnioromańska) języków indoeuropejskich, którym posługuje się około 300 osób w wioskach Žejane, Šušnjevica i kilku innych, znajdujących się w północnej części półwyspu Istria, w Chorwacji. Język, ze względu na znikomą liczbę użytkowników, jest bardzo poważnie zagrożony wyginięciem.
Język istrorumuński ma dwie główne odmiany: cicci (wieś Žejane) oraz vlahi (Šušnjevica i sąsiednie wioski). Niektórzy językoznawcy uważają język ten za dialekt rumuńskiego.
Poniżej znajduje się tekst modlitwy Ojcze Nasz w trzech językach – polskim, istrorumuńskim i rumuńskim.
Na przykładzie tekstu odnotować można, iż w istrorumuńskim występuje więcej wyrazów pochodzenia słowiańskiego niż w rumuńskim.
Za najbardziej zbliżony do istrorumuńskiego uważa się Dialekt banacki j. rumuńskiego.
| Polski                                          | Istrorumuński                                      | Rumuński                                                |
| ----------------------------------------------- | -------------------------------------------------- | ------------------------------------------------------- |
| Ojcze nasz, któryś jest w niebie,               | Țåte Nostru cårle sti în țer,                      | Tatăl nostru care ești în ceruri,                       |
| święć się imię Twoje.                           | neca se posvete lumele Tev                         | sființească-Se numele Tău.                              |
| Przyjdź Królestwo Twoje.                        | Neca vire craľevstve Te                            | Vie Împărăția Ta.                                       |
| Bądź wola Twoja, jako w niebie, tak i na ziemi. | Neca fie voľa Te, cum ie în țer, så si pre pemint. | Facă-se voia Ta, precum în cer, așa și pe pământ.       |
| Chleba naszego powszedniego daj nam dzisiaj.    | Pâra nostre såca zi de ne åstez                    | Pâinea noastră cea de toate zilele dă-ne-o nouă astăzi. |
| I odpuść nam nasze winy,                        | Si oproste ne nostre dugure,                       | Și ne iartă nouă păcatele noastre,                      |
| jako i my odpuszczamy naszym winowajcom.        | ca si si noi oprostin lu nostri duzniț,            | precum și noi iertăm greșiților noștri.                 |
| I nie wódź nas na pokuszenie,                   | Si nu ne duțe în nåpast                            | Și nu ne duce pe noi în ispită,                         |
| ale nas zbaw ode złego. Amen.                   | nego libere ne de rev.                             | ci ne mântuiește de cel rău.                            |